# 殺意の岐路
『殺意の岐路』（さついのきろ）は、1990年にテレビ朝日系「土曜ワイド劇場」で放送されたテレビドラマ。主演は山口果林。視聴率は22.4%。

## キャスト
- 渡辺順子（渡辺の妻） - 山口果林
- 渡辺信夫（新東亜商事勤務） - 中山仁
- 小谷二郎（渡辺の後輩） - 夏夕介
- 吉田直美（吉田の妻） - 山本みどり
- 鷹崎署主任刑事 - 小野武彦
- 寄木志津（クラブ「シャンダー」ママ） - 池波志乃
- カトウ（山中署刑事） - 睦五朗
- 新東亜商事調査室室長 - 出光元
- 吉田明（新東亜商事調査室勤務） - 秋間登
- 山中署刑事 - 田嶋基吉
- 新東亜商事社員寮の管理人 - 笹山栄一
- 松尾（新東亜商事専務） - 仲谷昇
- 杉山誠二（渡辺の同僚） - 黒沢年男
- 稲葉年治、井出一男、兼田晴巨、久遠利三、小松愛、斉藤朋子、長谷川樹子、川瀬ひろ子、森江笙子、小高三良、江波健司、薄根敏明、黒澤ますみ、草刈ひろみ、沖隆二郎

## スタッフ
- 原作 - 草野唯雄『殺意の岐路』
- 脚本 - 長野洋
- 監督 - 岡本弘
- 音楽 - 坂田晃一
- プロデューサー - 中間正成、佐藤凉一
- 制作 - テレビ朝日、大映テレビ